# Thumatha
Thumatha (лат.) — род насекомых из трибы лишайниц (Lithosiinae).

## Описание
Небольшие бледно-коричневые бабочки. Усики самцов двусторонне гребенчатые. Щупики прямые и стройные. Голень с длинными шпорами. Передние крылья широкие и короткие. Гусеницы питаются мхами и лишайниками.

## Классификация
В состав рода включают следующие виды:
- Thumatha africana Kühne, 2007
- Thumatha brunnea Kühne, 2007
- Thumatha fuscescens Walker, 1866
- Thumatha inconstans (Butler, [1897])
- Thumatha infantula (Saalmüller, 1880)
- Thumatha kakamegae Kühne, 2007
- Thumatha lunaris Durante, 2007
- Thumatha monochroa Zolotuhin, 1996
- Thumatha muscula (Staudinger, 1887)
- Thumatha ochracea (Bremer, 1861)
- Thumatha orientalis Holloway, 2001
- Thumatha punctata Kühne, 2010
- Thumatha senex (Hübner, 1808)

## Распространение
Представители рода встречаются Палеарктике, Афротропике, Ориентальной области и Австралии